# Petr Suchý (lední hokejista)
Petr Suchý (* 21. březnu 1978 v Hradci Králové, Československo) je bývalý český hokejový obránce, který v první lize odehrál bezmála 350 utkání. K celkem 59 utkáním nastoupil také v Extralize za HC Vsetín, HC Litvínov a HC Havířov.

## Kariéra
Odchovanec HC Hradec Králové debutoval v dresu mateřského klubu v 1. lize v sezoně 1997/98. V roce 1998 přestoupil do extraligového HC Vsetín, ve kterém odehrál dvě sezóny. V extralize mezi léty 2000–2003 nastupoval ještě za týmy HC Litvínov a HC Havířov, načež se přes HC Žďár nad Sázavou a SK Horácká Slavia Třebíč vrátil do Hradce Králové, odkud před sezónou 2006/07 odešel do Prostějova. V ročníku 2007/08 pomohl klubu HC Chrudim postoupit do první ligy. Po konci v Chrudimi v prosinci 2009 hrál několik sezón za SK Třebechovice pod Orebem v krajské hokejové lize.